# Toponímia catalana oficial no normativa

La Toponímia catalana oficial no normativa és el conjunt de denominacions de municipis, caps de municipi i entitats de població que tenen, com a nom oficial, formes toponímiques que no s'ajusten a la normativa lingüística de l'Institut d'Estudis Catalans. Segons fa explícit l'obra que recull les formes oficials dels topònims de Catalunya, el Nomenclàtor oficial de toponímia major de Catalunya, això passa per aquests motius:
L’autonomia de què disposa l’Administració local a l’hora de fixar el nom oficial dels nuclis de població, ha comportat la inclusió en el Nomenclàtor oficial de noms incorrectes ortogràficament o inadequats a la tradició toponomàstica catalana, segons els informes de l’IEC en què es proposaven formes adequades. Tots aquests noms apareixen finalment a l’índex del Nomenclàtor destacats gràficament amb un asterisc (*). Cal dir, tanmateix que molts dels noms corresponents a entitats de població que en la primera edició s’havien transcrit amb grafies inapropiades o amb formes estranyes a la llengua i no havien estat validats per l’IEC; en aquesta nova edició, i mercès als informes pertinents elaborats per la Comissió de Toponímia de Catalunya adreçats als ajuntaments, s’han pogut reduir fins a 102 que encara es consideren incorrectes segons els criteris de l’IEC.
El marc legal per a la toponímia oficial de Catalunya l'estableix l'article 18.1 de la Llei 1/1998, de 7 de gener, de política lingüística, que diu literalment: "els topònims de Catalunya tenen com a única forma oficial la catalana, d’acord amb la normativa lingüística de l’Institut d’Estudis Catalans, excepte els de la Val d’Aran, que tenen l’aranesa.". El Decret 133/2020, de 17 de novembre, sobre l'establiment i l'ús de la toponímia i sobre la Comissió de Toponímia complementa aquest marc.

## Municipis amb formes toponímiques oficials no normatives.
Cabacés. Forma normativa: Cabassers.
Capmany. Forma normativa: Campmany
Figaró-Montmany. Forma normativa: el Figueró i Montmany
Forallac. Forna normativa: Vulpellac, Fonteta i Peratallada
Lladó. Forma normativa: Lledó
Massanes. Forma normativa: Maçanes
Navàs. Forma normativa: Navars
Rialp. Forma normativa: Rialb
Torrelavit. Forma normativa: Terrassola i Lavit

## Caps de municipis amb formes toponímiques oficials no normatives
La Torre de Capdella, cap del municipi de la Torre de Cabdella.
Figaró, cap del municipi de Figaró-Montmany.
Tuixent, cap del municipi de Josa i Tuixén.

## Entitats de població amb formes toponímiques oficials no normatives
Aguiró, nucli de la Torre de Cabdella.
Alba de Liste, nucli de Riells i Viabrea.
Alcanar Costa, nucli d'Alcanar.
Alcanar Platja, nucli d'Alcanar.
Alella Park, nucli d'Alella.
Ampollamar, nucli de l'Ampolla.
Avinguda-Eixampla, barri de Sabadell.
Baramar, nucli de la Roda de Berà.
Barri del Castell-Remei, nucli de Premià de Dalt.
Begues Park, nucli de Begues.
Blanes Vistamar, nucli de Blanes.
Buenos Aires, nucli de Callús.
Buvisa, nucli de Premià de Dalt.
Calders-Escales, nucli de Vallmoll.
Cal Pons, nucli de Puig-reig.
Cambrils Badia, nucli de Cambrils.
Canadà Parc, nucli de Vallgorguina.
Ca n'Armengol, nucli de Corbera de Llobregat.
Can Carreras, nucli de Calella.
Can Cruset, nucli de Torrelles de Foix.
Can Cruset de la Carrera, nucli de Sant Martí Sarroca.
Can Guey, nucli de Torrelles de Llobregat.
Can Lloses-Can Marcer, nucli de Sant Pere de Ribes.
Can Malladó, nucli de Santa Coloma de Farners.
Can Sors, nucli d'Alella.
Can Torrent-Alta Maresma, nucli de Santa Susanna.
Can Verdaguer, nucli de Mediona.
Capdella, nucli de la Torre de Cabdella.
Carreras, nucli de l'Espluga de Francolí.
Castell-Montbui, nucli de Bigues i Riells.
Central de Capdella, nucli de la Torre de Cabdella
Central Fecsa-Nerets, nucli de Talarn.
Costa-Cunit-Castellet Sector Trencarroques, nucli de Castellet i la Gornal.
Coves del Llorito, nucli de Tarragona.
Cusconar, nucli a Torrelles de Foix.
Ducat de Montseny, nucli de Sant Feliu de Buixalleu.
El Cònsul, nucli d'Arenys de Mar.
Els Estanys-Sant Genís, nucli de Llançà.
El Fresno, nucli de Vacarisses.
El Padrós, nucli de Vilabella.
El Papagai, nucli, Sant Jaume dels Domenys.
El Vencilló, nucli d'Els Alamús.
Farreres, nucli de Flaçà.
Fibracolor, nucli de Tordera.
Fornells Park, nucli de Fornells de la Selva.
Grab, nucli de Cervelló.
Graó Park, nucli d'Alpicat.
Ibars-Meia, nucli d'Alella.
Icomar, nucli de Tarragona.
Junior Park, nucli de Riells i Viabrea.
King Park, nucli de Sils.
La Massana, nucli de Ribes de Freser.
La Torra, nucli de Sant Feliu de Pallerols.
Les Pinedes de l'Armengol, nucli de Carme.
Les Pinedes de l'Armengol, nucli de la Torre de Claramunt.
L'Hidalgo, nucli de l'Ametlla de Mar.
Los Rosales, nucli de Sant Quirze del Vallès.
Lourdes, nucli de Mollet del Vallès.
Merymar, nucli de la Roda de Berà.
Miami Platja, nucli de Mont-roig del Camp.
Montecarlo, nucli d'Alcanar.
Monterrey Park, disseminat de Mediona.
Montpol, nucli de Lladurs.
Montsià Mar, nucli d'Alcanar.
Muscarola, nucli de Santa Margarida i els Monjos.
Niàgara Parc, nucli de Tordera.
Obeix, nucli de la Torre de Cabdella.
Palsmar, nucli de Pals.
Pinars del Badó, nucli de Sant Quirze Safarja.
Pinemar, nucli de Pineda de Mar.
Pla del Badó, nucli de Sant Quirze Safarja.
Politg, nucli de la Baronia de Rialb.
Portimar, nucli d'Arenys de Mar.
Puig de la Pedra-Sot del Pi, nucli de Premià de Dalt.
Quilòmetre 3, nucli de Calella.
Residencial Riells II, nucli de Riells i Viabrea.
Rio Park, nucli de Sant Feliu de Buixalleu.
Riu-club, nucli de Riudecols.
Royal Park, nucli de Gualba.
Safari, nucli de Gelida.
Sallés de la Serra, nucli de Sallent.
Santa Anna-Tió, nucli de Premià de Dalt.
Santa Creu de Jutglar, nucli d'Olost.
Santa Margarida de Montbui-nucli antic, nucli de Santa Margarida de Montbui.
Sant Quintí de Puigrodon, disseminat de Campdevànol.
Sant Quirze Jardí, nucli de Sant Quirze del Vallès.
Sardinyola, nucli de Santa Margarida i els Monjos.
Solés de Tiurana, nucli de Tiurana.
Supermaresme-La Ferrera, nucli de Sant Vicenç de Montalt.
Torreguitart, barri de Sabadell.
Tourist Club, nucli de Caldes de Malavella.
Urbanització Golf Peralada, disseminat de Peralada.
Urbanització la Montsarra, nucli de Torrelles de Foix.
Urbanització Sector Industrial, nucli de Sant Feliu de Buixalleu.
Urbapol, nucli de Sant Pol de Mar.
Urbisol, nucli d'Avinyó.
Vallmoll Paradís, nucli de Vallmoll.
Veïnat de Can Buxió, nucli de Riudellots de la Selva.
Veïnat de Lladó, nucli d'Argentona.
Via Trajana-Montsolís, nucli de Sant Adrià de Besòs.
Vistamar, nucli de Sant Cebriá de Vallalta.